# Norman Kemp Smith
Norman Kemp Smith (* 5. Mai 1872 in Dundee; † 3. September 1958, geboren als Norman Duncan Smith) war ein schottischer Philosoph.

## Leben
Norman Duncan Smith wurde als Sohn eines Möbelschreiners in Dundee geboren. Seinen Mittelnamen, der Mädchenname seiner Mutter, verwendete er nie. Dafür nahm er nach seiner Heirat mit Amy Kemp, 1910, deren Nachnamen als Mittelnamen an. Keines seiner fünf Geschwister besuchte eine Universität. Smith wurde an der University of St Andrews 1888 eingeschrieben. Sein Lehrer war bis zum Wechsel an die University of Edinburgh (1891) Andrew Seth Pringle-Pattison. Anschließend übernahm der walisische Idealist Henry Jones die weitere Ausbildung von Smith. 1893 schloss Smith sein Studium mit Auszeichnung ab. Er gewann ein Ferguson-Stipendium, das es ihm ermöglichte, 1894 ein Semester an der Universität Jena zu verbringen.
1894 wurde Henry Jones als Nachfolger von Edward Caird an die University of Glasgow berufen. Er bot Smith eine Assistenzstelle an, die dieser annahm. Nach einem Jahr nahm sich Smith 18 Monate, um seine Studien in Zürich, Berlin und Paris zu vertiefen. Anschließend kehrte er als Assistent des Professors für Logik und Rhetorik, Robert Adamson, nach Glasgow zurück. 1902 veröffentlichte Smith sein erstes Buch, Studies in Cartesian Philosophy. Auf der Basis dieses Buches wurde ihm ein Ph.D. der University of St Andrews verliehen.
Nach Adamsons vorzeitigem Tod, 1902, übernahm Smith dessen Aufgaben, aber die Universität berief ihn nicht als Professor.  Ungefähr zur gleichen Zeit nahm Smith seine Forschungen zu David Hume auf, und er veröffentlichte 1905 zwei wegweisende Artikel in Mind, in denen er Hume als Naturalisten interpretierte.
Nach einem Interview zur Besetzung einer Professur für Psychologie mit dem damaligen Leiter der Princeton University in den Vereinigten Staaten, Woodrow Wilson, wurde Smith 1906 als Professor nach Princeton berufen. Er blieb in der Professur bis 1916, wurde 1913 zum Leiter der Abteilung Psychologie und Philosophie und 1914 zum McCosh Professor of Philosophy berufen. Während dieser Periode verfasste er Commentary to Kant's Critique of Pure Reason  (veröffentlicht 1918). Gleichzeitig übersetzte er ungefähr ein Drittel von Kants Kritik der reinen Vernunft ins Englische.
1916 ließ sich Smith getrieben von Patriotismus beurlauben und kehrte nach Großbritannien zurück.  Als er feststellte, dass er für das Militär zu alt war, arbeitete er für verschiedene Regierungsbehörden in London. Kurz bevor Smith 1919 nach Princeton zurückkehrte, wurde er als Nachfolger von Seth Pringle-Pattison auf die Professur für Logik und Metaphysik der University of Edinburgh berufen. Er nahm die Professur an und setzte einige Jahre später seine Übersetzung der Kritik fort. Nach der Veröffentlichung der Übersetzung 1929 wurde sie schnell zum Standardwerk im angelsächsischen Raum, wurde seither mehrfach nachgedruckt und gilt weiterhin als die maßgebliche Übersetzung Kants in Englische. In Fachkreisen wird behauptet, die Übersetzung sei sogar für deutschsprachige Leser verständlicher als das Original.
Nach dieser Übersetzung nahm Smith seine Arbeit an Hume wieder auf, wo 1935 er eine neue Auflage von Humes Dialogues Concerning Natural Religion mit einer ausführlichen Einleitung veröffentlichte. Diesem Werk folgte The Philosophy of David Hume (1941), in dem Smith die naturalistische Interpretation Humes ausarbeitete, die er schon in den Artikeln in Mind angedeutet hatte.
1945 zog sich Smith von der Professur zurück, arbeitete aber weiter an seinen Schriften. Mit 79 veröffentlichte er New Studies in the Philosophy of Descartes. Smith verstarb 1958. 1967 wurde eine Sammlung seiner philosophischen Schriften posthum veröffentlicht, The Credibility of Divine Existence .
Die Umstände hatten es mit sich gebracht, dass Smith persönlich und fachlich eng mit Seth Pringle-Pattison und Adamson zusammenarbeitete, die neben Edward Caird als Experten für Kant galten und dessen Philosophie in die durch Thomas Reid geprägte schottische Common-Sense-Philosophie eingeführt hatten. Sein eigener Beitrag zu diesem Brückenschlag ist erheblich und dauert noch immer an.

## Ehrungen
Smith war Fellow der British Academy. Die University of St Andrews zeichnete Smith mit einem Ehrendoktor (D.Phil) aus. Weitere Ehrentitel (LL.D.) erhielt er wieder von St Andrews und von der University of Glasgow. Die University of Durham verlieh ihm einen D.Lit. Am 7. März 1921 wurde er zum Fellow der Royal Society of Edinburgh gewählt.

## Bibliografie
- Studies in the Cartesian Philosophy (1902)
- Commentary to Kant's Critique of Pure Reason (1918)
- Prolegomena to an Idealist Theory of Knowledge (1924)
- Kant, Immanuel. Critique of Pure Reason (1929) (Übersetzung aus dem Deutschen)
- Hume's Dialogues Concerning Natural Religion (1935)
- The Philosophy of David Hume (1941)
- New Studies in the Philosophy of Descartes (1951)
- The Credibility of Divine Existence (Herausgeber A. Porteous, R. MacLennan und G. Davie) (1967)